# オオミズゴケ
オオミズゴケ (Sphagnum palustre) は、ミズゴケ目ミズゴケ科に分類される蘚類。

## 分布
世界中に分布する。日本でも北海道から九州にかけて分布する。

## 特徴
白緑色の大きな群落を形成し、湿地や湿原の蘚苔類の主要な構成種となっている。葉の色は時に黄褐色になることもあり、特に秋や冬になると中心部が赤褐色に色づく。類似種の中では日陰耐性が強い種とされている。
茎は長さ10cm以上で、主に先端に葉がつく。茎葉は舌形で、先端にはささくれがある。枝葉は1.5-2mmで、鱗状に茎につく。枝葉は透明細胞と葉縁細胞の2種で構成されており、透明細胞にはいくつかの孔がある。この透明細胞は貯水細胞とも言われ、その名のとおり貯水性がある。雌雄異株で朔はめったに形成しない。

## 亜種
- S. palustre var. pallescens (Warnst.) Sak. - ウスアオミズゴケ
- S. palustre var. virescens (Russ.) Sak. - アオオオミズゴケ

## 類似種
同属のイボミズゴケなどと形態が酷似し、野外では区別が困難なため、確実な同定には顕微鏡的観察が必要になる。また同所的に生育するハリミズゴケなどに類似するが、本種は葉が細長く、先端も細く尖ることから区別できる。

## 人間との関係
オオミズゴケは、他のミズゴケ属の種と同様に葉の貯水性が高いため、園芸用としての利用価値が高い種である。そのために乱獲されることも多く、また土地開発や水質汚濁などもあって個体数は急速に減少している。そのため、オオミズゴケを含めた湿地全体の保護に留意することが求められている。